# The Lodgers (film, 2017)
Ne doit pas être confondu avec The Lodger (film, 2009).
Pour les articles homonymes, voir Lodger.
Pour plus de détails, voir Fiche technique et Distribution.
The Lodgers est un film d'horreur gothique irlandais réalisé par Brian O'Malley, sorti en 2017.

## Synopsis
Irlande, 1920. Edward et sa jumelle Rachel habitent un manoir qui tombe en ruine et leurs soucis financiers ne font que s'accumuler. Ils vivent en reclus, loin du village, au cœur de la forêt. Cependant, ils ne peuvent pas quitter les lieux car maudits par un lourd secret familial qui les force à suivre trois règles strictes: ne jamais laisser l'un des deux seuls, être au lit quand retentit minuit et ne jamais laisser un étranger entrer dans la demeure. Cependant, si Edward suit ces directives, Rachel rêve d'indépendance et le retour de Sean Nally, un jeune vétéran de guerre amputé à la jambe droite, ne fait qu'accentuer son désir de liberté.

## Fiche technique
- Titre original et français : The Lodgers
- Réalisation : Brian O'Malley
- Scénario : David Turpin
- Direction artistique : Joe Fallover
- Décors : Robert Clarke et Michael Moynihan
- Costumes : Sarajane French O'Carroll
- Photographie : Richard Kendrick
- Montage : Tony Kearns
- Musique : Kevin Murphy, Stephen Shannon et David Turpin
- Production : Julianne Forde et Ruth Treacy
- Sociétés de production : Tailored Films ; Avatar Audio Post Production, Bowsie Workshop, E-Color Studios, Epic Pictures Group, Outer Limits Post Production, Point.360
- Société de distribution : Epic Pictures Group
- Pays d’origine :  Irlande
- Langue originale : anglais
- Format : couleur
- Genre : horreur gothique
- Durée : 92 minutes
- Dates de sortie :
  - Canada : 8 septembre 2017 (Festival international du film de Toronto)
  - Irlande : 9 mars 2018
  - France : 23 août 2018[1] (Netflix)

## Distribution
- Charlotte Vega : Rachel
- David Bradley : Bermingham
- Bill Milner as Edward
- Eugene Simon : Sean
- Moe Dunford : Dessie
- Roisin Murphy : Kay
- Deirdre O'Kane : Maura

## Production
Tournage

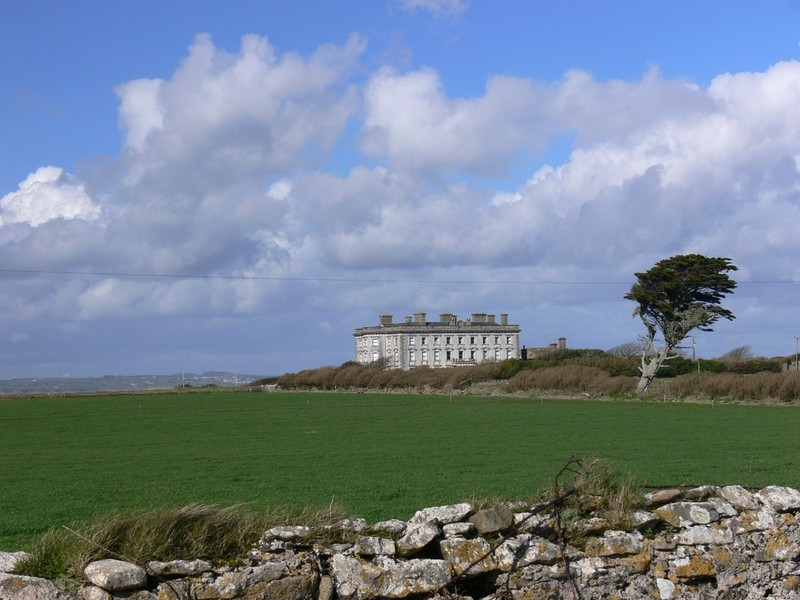
Loftus Hall dans le Comté de Wexford.

Le tournage a lieu dans le château anglais Loftus Hall situé sur la péninsule de Hook dans le Comté de Wexford en Irlande.

## Accueil
Festival et sorties
The Lodgers est présenté en avant-première mondiale le 8 septembre 2017 au Festival international du film de Toronto, avant la sortie nationale en Irlande dès le 9 mars 2018.
Quant à la France, il est diffusé à partir du 23 août 2018 sur Netflix.

## Distinctions

### Récompenses
- Fancine Málaga 2017 :
  - Meilleure actrice pour Charlotte Vega
  - Meilleurs effets spéciaux pour Bowsie Workshop

- Irish Film and Television Awards 2018 : Meilleurs effets visuels pour Julianne Forde, Oisín O'Neill, Ben O'Connor et Aoife Noonan

### Nominations
- Festival international du film d’horreur de Molins de Rei : Meilleur long-métrage pour les productrices Julianne Forde et Ruth Treacy

- Academy of Science Fiction, Fantasy and Horror Films 2018 : Saturn Award du meilleur film international
- Festival du film fantastique d'Amsterdam 2018 : Méliès d'argent du meilleur long-métrage

- Irish Film and Television Awards 2018 :
  - Meilleure direction artistique pour Joe Fallover
  - Meilleurs costumes pour Sarajane French O'Carroll